# Gongylanthus gollanii
Gongylanthus gollanii là một loài rêu tản trong họ Arnelliaceae. Loài này được (Stephani) Grolle miêu tả khoa học lần đầu tiên năm 1986.